# Rafael Valdivieso Miranda
Rafael Valdivieso Miranda (David, 18 marzo 1968) è un vescovo cattolico panamense, dal 25 aprile 2013 vescovo di Chitré.

## Biografia
Rafael Valdivieso Miranda è nato a David il 18 marzo 1968.

### Formazione e ministero sacerdotale
Ha compiuto gli studi di filosofia e di teologia nel seminario maggiore "San Giuseppe" di Panama.
Il 16 dicembre 1995 è stato ordinato presbitero per l'arcidiocesi di Panama nella cattedrale arcidiocesana.
In seguito è stato vicario parrocchiale della parrocchia di Sant'Anna a Panama dal 1996 al 1997, cappellano dell'ospedale San Tommaso dal 1997 al 1999 e parroco della parrocchia di San Giuseppe a Chame dal 1999 al 2001.
Nel 2001 è stato inviato in Europa a proseguire gli studi. Nel 2003 ottenuto la licenza in teologia morale presso la Pontificia Università Gregoriana di Roma, il master in bioetica nel Pontificio Ateneo Regina Apostolorum di Roma e il diploma in etica sociale presso il Katholisch Soziales Institut di Colonia. Ha poi conseguito la specializzazione in formazione sacerdotale presso l'Istituto latinoamericano di teologia pastorale ITEPAL del Consiglio episcopale latinoamericano a Bogotà.
Tornato in patria, è stato formatore, economo e professore del seminario maggiore "San Giuseppe" di Panama dal 2004 al 2011, rettore dello stesso dal 2011 e professore di etica dell'economia e delle imprese presso l'Università Santa María la Antigua.

### Ministero episcopale
Il 25 aprile 2013 papa Francesco lo ha nominato vescovo di Chitré. Ha ricevuto l'ordinazione episcopale il 6 luglio successivo dall'arcivescovo Andrés Carrascosa Coso, nunzio apostolico a Panama, co-consacranti l'arcivescovo metropolita di Panama José Domingo Ulloa Mendieta e il vescovo emerito di Chitré Fernando Torres Durán.
Nel giugno del 2017 ha compiuto la visita ad limina.
Dall'11 marzo 2019 è presidente della Conferenza episcopale di Panama. Dal gennaio 2016 all'11 marzo 2019 è stato vicepresidente della stessa.
Dal 15 febbraio al 27 aprile 2024 ha ricoperto l'incarico di amministratore apostolico di David.
In seno al Consiglio episcopale latinoamericano è responsabile per la regione dell'America centrale e del dipartimento delle vocazioni e dei ministeri.

## Genealogia episcopale
La genealogia episcopale è:
- Cardinale Scipione Rebiba
- Cardinale Giulio Antonio Santori
- Cardinale Girolamo Bernerio, O.P.
- Arcivescovo Galeazzo Sanvitale
- Cardinale Ludovico Ludovisi
- Cardinale Luigi Caetani
- Cardinale Ulderico Carpegna
- Cardinale Paluzzo Paluzzi Altieri degli Albertoni
- Papa Benedetto XIII
- Papa Benedetto XIV
- Papa Clemente XIII
- Cardinale Marcantonio Colonna
- Cardinale Giacinto Sigismondo Gerdil, B.
- Cardinale Giulio Maria della Somaglia
- Cardinale Carlo Odescalchi, S.I.
- Vescovo Eugène de Mazenod, O.M.I.
- Cardinale Joseph Hippolyte Guibert, O.M.I.
- Cardinale François-Marie-Benjamin Richard de la Vergne
- Cardinale Pietro Gasparri
- Cardinale Clemente Micara
- Cardinale Antonio Samorè
- Cardinale Angelo Sodano
- Arcivescovo Andrés Carrascosa Coso
- Vescovo Rafael Valdivieso Miranda